# Мохамед Дарамі
Мохамед Дарамі (англ. Mohamed Daramy, нар. 7 січня 2002, Відовре) — данський футболіст, правий вінгер французького клубу «Реймс».
Виступав, зокрема, за клуби «Копенгаген» та «Аякс» (Амстердам).
Чемпіон Данії.

## Ігрова кар'єра
Народився 7 січня 2002 року в місті Відовре. Вихованець юнацьких команд футбольних клубів «Відовре» та «Копенгаген».
У дорослому футболі дебютував 2018 року виступами за команду клубу «Копенгаген», кольори якої захищає й донині.
| Дата       | Місто      | Господарі         | Результат | Гості             | Турнір            | Голи | Примітки |
| ---------- | ---------- | ----------------- | --------- | ----------------- | ----------------- | ---- | -------- |
| 1-9-2021   | Копенгаген | Данія             | 2 – 0     | Шотландія         | Відбір до ЧС 2022 | -    | 85'      |
| 4-9-2021   | Торсгавн   | Фарерські острови | 0 – 1     | Данія             | Відбір до ЧС 2022 | -    | 42' 46'  |
| 7-9-2021   | Копенгаген | Данія             | 5 – 0     | Ізраїль           | Відбір до ЧС 2022 | -    | 77'      |
| 12-11-2021 | Копенгаген | Данія             | 3 – 1     | Фарерські острови | Відбір до ЧС 2022 | -    | 57'      |
| 23-3-2023  | Копенгаген | Данія             | 3 – 1     | Фінляндія         | Відбір до ЧЄ 2024 | -    | 65'      |
| 26-3-2023  | Астана     | Казахстан         | 3 – 2     | Данія             | Відбір до ЧЄ 2024 | -    | 65'      |
| 16-6-2023  | Копенгаген | Данія             | 1 – 0     | Північна Ірландія | Відбір до ЧЄ 2024 | -    | 90+2'    |
| Усього     |            | Матчів            | 7         |                   | Голів             | 0    |          |

## Титули і досягнення
- Чемпіон Данії (2):

«Копенгаген»: 2018-19, 2022-23
- Чемпіон Нідерландів (1):

«Аякс»: 2021-22
- Володар Кубка Данії (1):

«Копенгаген»: 2022-23